# 呂宗霖
呂宗霖（1994年11月17日—）為臺灣男子籃球運動員，場上位置為控球後衛，現效力於超級籃球聯賽台灣啤酒。
呂宗霖畢業於自強國中、能仁家商、國立臺灣科技大學，2017年7月在超級籃球聯賽新人選秀會第二輪第八順位被臺灣銀行選中，2019年離開球場，2021年回歸加盟高雄九太科技，第十九季超級籃球聯賽以場均6.8次助攻收下助攻王獎項，賽季結束後球隊解散，之後跟著臺北富邦勇士練球，2022年9月以兩年合約與臺北富邦勇士完成簽約，2023年10月因個人生涯發展規劃提前終止合約，轉戰超級籃球聯賽台灣啤酒，2024年11月加入台灣職業籃球大聯盟桃園台啤永豐雲豹。12月與桃園台啤永豐雲豹達成離隊共識，加盟超級籃球聯賽台灣啤酒。

## 外部連結
- 呂宗霖的Instagram帳戶
- 呂宗霖在P. LEAGUE+官網
- 呂宗霖在台灣職業籃球大聯盟官網
- 呂宗霖在Eurobasket.com（球員）（英语）
- 呂宗霖在Flashscore（英语）